# Železný Brod (nádraží)
Železný Brod je železniční stanice ve stejnojmenném městě. Stanicí prochází železniční trať Pardubice–Liberec a odbočuje z ní trať Železný Brod – Tanvald.

## Historie
Nádraží bylo otevřeno dne 1. prosince 1858. V té době tudy projížděly vlaky po trati z Pardubic, tedy po dnešní trati Pardubice–Liberec, a to po postupně zprovozňovaném úseku Horka u Staré Paky – Turnov. Rozšíření se stanice dočkala v roce 1875, kdy odtud začaly vyjíždět vlaky po nové trati do Tanvaldu, tedy po dnešní trati Železný Brod – Tanvald.
Mezi lety 2009 a 2010 proběhla ve stanici rekonstrukce kolejiště, při které byla odstraněna jedna dopravní kolej, rozšířeno čtvrté nástupiště, bylo instalováno nové staniční zabezpečovací zařízení (ESA 11) a provedeny další úpravy.

## Popis
Staniční budova je dvoupatrová (bez podkroví). Uvnitř se nachází vnitrostátní pokladní přepážka (možnost platit eury a platební kartou), čekárna pro cestující, bariérové WC a restaurace, která je nefunkční.
Ve stanici jsou celkem čtyři jednostranná nástupiště tvořená betonovými panely. V prostoru stanice lze spatřit nákladiště se skladištěm, u semilského zhlaví bývala výtopna (zbořena 2020) a budova dílen se dvěma vstupními kolejemi.
Před staniční budovou, v ulici Nádražní, je autobusový terminál. Přístup do žádné části nádraží není bezbariérový. Od roku 2010 je zde nainstalován informační systém INISS.